# 强玛镇
强玛镇（藏語：བྱང་མ་），是中华人民共和国西藏自治区那曲市安多县下辖的一个乡镇级行政单位。

## 行政区划
强玛镇下辖以下地区：
强玛社区、吉扎布卡村、热卡村、酿心村、觉毛村和巴格村。